# Praia (municipalité du Cap-Vert)
La municipalité de Praia est une municipalité (concelho) du Cap-Vert, située au sud de l'île de Santiago, dans les îles de Sotavento. Son siège se trouve à Praia, la capitale.

## Population
Depuis 1940, l'évolution démographique de la municipalité de Praia a été :
| 1940   | 1950   | 1960   | 1970   | 1980   | 1990   |
| ------ | ------ | ------ | ------ | ------ | ------ |
| 18 208 | 17 179 | 24 872 | 39 911 | 57 748 | 71 276 |

| 2000    | 2010    | 2017    | - | - | - |
| ------- | ------- | ------- | - | - | - |
| 106 348 | 131 719 | 159 050 | - | - | - |

| Histogramme de l'évolution démographique de la municipalité de Praia |         |
| \| 1940 \| 18 208 \| \| 1950 \| 17 179 \| \| 1960 \| 24 872 \| \| 1970 \| 39 911 \| \| 1980 \| 57 748 \| \| 1990 \| 71 276 \| \| 2000 \| 106 348 \| \| 2010 \| 131 719 \| \| 2017 \| 159 050 \| |         |
| 1940 | 18 208  |
| 1950 | 17 179  |
| 1960 | 24 872  |
| 1970 | 39 911  |
| 1980 | 57 748  |
| 1990 | 71 276  |
| 2000 | 106 348 |
| 2010 | 131 719 |
| 2017 | 159 050 |

## Politique et administration
La municipalité est formée d'une freguesia, Nossa Senhora da Graça.
L'hôtel de ville est situé dans le quartier de Platô.

### Subdivisions
Les subdivisions de la municipalité sont:
- Achada Eugénio Lima
- Achada Grande Frente
- Achada Grande Tras
- Achada Limpo
- Achada Mato/Covão Mendes
- Achada Palha de Se
- Achada Santo António
- Achada São Filipe
- Achadinha
- Achadinha Pires
- Agostinho Alves
- Água Funda
- Bairro Craveiro Lopes
- Bela Vista
- Bom Coi Sul
- Caiada
- Calabaceira
- Cambudjane
- Chã de Areia
- Cidadela Cova Minhoto
- Coqueiro Castelão
- Fazenda
- Fig de Água
- Gonçalo Afonso
- João Bom
- Lem Cachorro
- Lem Dias
- Lem Ferreira
- Matão
- Monte Gonçalo Afonso
- Monte Ilhéu
- Monte Pensamento
- Monte Vaca
- Monte Vermelho
- Monteagarro
- Paiol
- Palmarejo
- Palmarejo Grande
- Palmarejo Santiago
- Pedregal
- Pensamento
- Pizarra/Sarrado
- Platô
- Ponta de Água
- Ponta do Sol
- Portete de Cima
- Praia Negra
- Prainha
- Quebra Canela
- Ribeira São Filipe
- Ribeirinha
- Safende
- São Francisco
- São Francisco de Baixo
- São Jorginho
- São Martinho Pequeno
- São Pedro Latada
- São Tomé
- Simão Ribeiro
- Terra Branca
- Tira Chapéu
- Tira Chapéu Industrial
- Trindade
- Vale Palmarejo
- Várzea
- Veneza
- Vera Cruz
- Vila Nova
- Zona do Aeroporto
- Zona Enavi

### Élections
Praia fait partie de la circonscription du sud de Santiago.
Depuis 2008, le Mouvement pour la démocratie (MpD) gère la municipalité.
Les résultats des élections du Cap-Vert en 2016:
| Parti | Conseil municipal | Conseil municipal | Assemblée municipale | Assemblée municipale |
| Parti | Voix %            | Sièges            | Voix %               | Sièges               |
| ----- | ----------------- | ----------------- | -------------------- | -------------------- |
| MpD   | 62.74             | 9                 | 62.18                | 14                   |
| PAICV | 32.43             | 0                 | 32.43                | 7                    |
| UCID  | 1.77              | 0                 | 2.24                 | 0                    |
| PP    | 0.61              | 0                 | 0.68                 | 0                    |
| PTS   | 0.26              | 0                 | 0.30                 | 0                    |

### Présidents
- José Ulisses Correia e Silva (MpD, 2006-2008 et 2013-2016)
- Oscar Santos (MpD, 2016-2020)
- Francisco Carvalho (PAICV, avril 2020- )Kiosque au centre de Praia.

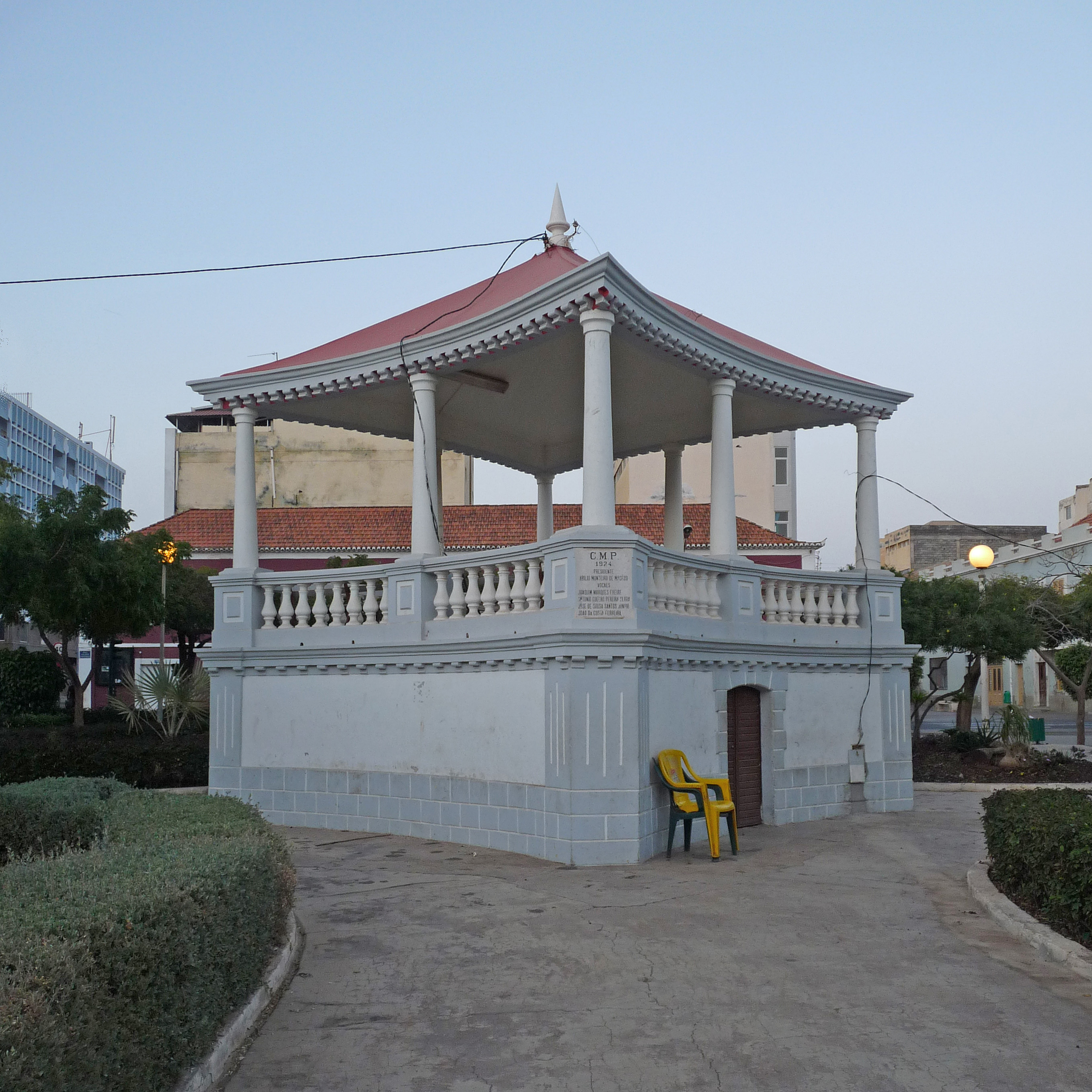
Kiosque au centre de Praia.

## Tourisme
La ville possède des attrations touristiques.